# Choljambus
Der Choljambus (auch: Hinkjambus, von griechisch: cholos = lahm + Jambus; auch Skazon, auch Hipponakteus nach dem griechischen Dichter Hipponax, der den Vers angeblich für seine Spottgedichte erfunden hat) als Versmaß ist ein antiker jambischer Trimeter, bei dem der letzte, sechste Versfuß durch einen Trochäus oder einen Spondeus ersetzt wird:
×—◡—ˌ×—◡—ˌ◡——×
Die Zäsur liegt meist hinter der fünften Silbe, kann aber auch hinter der siebten Silbe liegen. Die Senkung zu Versbeginn ist gelegentlich mit zwei kurzen Silben besetzt (statt des Jambus steht ein Anapäst).
Die Wirkung des Verses auf den Hörer ist eher disharmonisch. Wilhelm Hertzberg merkt an, der Choljambus erhalte „durch die Gewalt, mit der er den gleichmäßigen Wortfall da, wo er grade am meisten gefühlt und am reinsten verlangt wird, vernichtet und gewissermaßen verhöhnt, eine ironische Kraft, wie sie keinem anderen Metrum innewohnt.“ Ähnlich Jakob Minor, der die „drastische Wirkung“ des Verses so begründet: „Während man erwartet, im steigenden Rhythmus fortzufahren, schlägt der Vers kurz vor dem Schluss, also gerade an der Stelle, wo sich sonst der intentionierte Rhythmus am reinsten herstellt, in den entgegengesetzten um.“
Im Choljambus werden vor allem komische und satirische Inhalte gestaltet.

## Antike Dichtung
In der griechischen Dichtung haben nach Hipponax Kallimachos und Herondas den Choljambus wieder aufgenommen; Herondas beschrieb dabei alltägliche Szenen in sogenannten Mimjamben. Fabeln im Choljambus verfasste Babrios, zum Beispiel (Übersetzung von Wilhelm Hertzberg):
Den Rauchfuß Lampe, hinter einem Busch hockend,

Jagt einst ein Hund auf, der der Jagd nicht unkundig;

Doch er entkam ihm, und ein Ziegenhirt sagte

Voll Hohn: „Solch Tierchen kannst du selbst nicht einholen?“

Der Hund sprach: „Anders läuft, wer einem nachsetzet,

Und anders, wer sich selber aus Gefahr rettet.“
In der lateinischen Dichtung verfasste Gnaeus Matius choljambische Mimjamben; Catull schrieb seine Choliamben nach dem Vorbild Kallimachos', und auch die Choljamben von Vergil, Petron und Martial sind so gebaut. Aus Martials Epigrammen (Übersetzung von Alexander Berg):
Quid ergo in illa petitur et placet? Tussit.

Was sucht an ihr und liebt er denn? Sie muss husten.

## Deutsche Dichtung
Im Deutschen wurde der Choljambus erstmals von Philipp von Zesen verwendet (Der Eulen schöner Ton muss deinen Reim zieren ...). Später haben verschiedene Dichter den Vers vor allem satirisch verwendet, so auch August Wilhelm Schlegel in Der Choliambe oder Skazon:
Der Choliambe scheint ein Vers für Kunstrichter,

Die immerfort voll Naseweisheit mitsprechen,

Und eins nur wissen sollten, dass sie nichts wissen.

Wo die Kritik hinkt, muß ja auch der Vers lahm sein.

Wer sein Gemüt labt am Gesang der Nachteulen,

Und wenn die Nachtigall beginnt, das Ohr zustopft,

Dem sollte man's mit scharfer Dissonanz abhaun.
Zu Friedrich Rückerts choljambischen Gedichten zählt neben Hinkende Jamben für Wangenheim und dem Brief in antiken Maßen auch Hinkende Jamben:
Ein Liebchen hatt’ ich, das auf einem Aug‘ schielte;

Weil sie mir schön schien, schien ihr Schielen auch Schönheit.

Eins hatt’ ich, das beim Sprechen mit der Zung’ anstieß,

Mir war’s kein Anstoß, stieß sie an und sprach: „Liebster!“

Jetzt hab ich eines, das auf einem Fuß hinket –

„Ja freilich“, sprech ich, „hinkt sie, doch sie hinkt zierlich.“
Auch in der Vertonung dieses Gedichts durch Carl Loewe ist die eigenartige Bewegung des Verses deutlich vernehmbar.
Weitere Beispiele für im Choljambus geschriebene Gedichte finden sich bei August von Platen (Gelöstes Problem), Wilhelm Wackernagel (Der Choliambus), Otto Roquette (Formstudien, Brandopfer) und David Friedrich Strauß (Choliamben, Der Hausgarten).
Deutsche Choljamben sind in Anlehnung an das antike Vorbild ungereimt. Gelegentlich finden sich aber auch gereimte Choljamben; August Schnezler verwendet in Epistel an einen jungen Theater-Kandidaten den Doppelreim. Daraus vier Verse:
Du wirst mit manchem Stein, mit manchem Dorn kämpfen,

Doch musst du dich gedulden und den Zorn dämpfen,

Nicht gleich vor jeder Schwierigkeit zurückbeben;

Ein Lehrling kann nicht schon ein Meisterstück geben.
Dem eigentlichen Choljambus ähnliche Verse haben Friedrich Rückert (Seelengeschenk, siebenhebige Trochäen: Kommst du doch herein zur Türe wie ein Strahl Gottes) August Schnezler (Hink-Trinkghasele, sechshebige Trochäen: Freundchen, lass uns süßen Purpurwein trinken) und August von Platen (fünfhebige Jamben, Das Morgenrot beschämt die Nacht endlich ...) im Rahmen eines Ghasels verwendet.